# Chevelle Franklyn
Chevelle Franklyn (née le 4 mars 1974 à Spanish Town) est une chanteuse jamaïcaine de reggae et de reggae gospel.

## Biographie
Elle a collaboré avec divers producteurs jamaïcain de reggae comme Steely & Clevie (en) (No One in the World, 1989), Spragga Benz (en) (A-1 Lover, 1995), Shabba Ranks (Mr. Lover Man, 1991), Lady G (en) (Thank You, 1995) et Beenie Man (Dancehall Queen, 1997), avant d'entamer une transition vers le reggae gospel avec des collaborations comme Papa San (en) (Touch From You), Lieutenant Stitchie (en) (Mr. Lover) ou encore Israel Houghton (en) (Surely Goodness, 2009).

## Discographie
- Serious Girl (1996)
- Joy (2001)
- His Way (2006)
- Shake It Off (2008)
- Set Time (2017)